# 楊尚昆
楊 尚昆（よう しょうこん、ヤン・シャンクン、杨尚昆、1907年5月25日 - 1998年9月14日）は、中華人民共和国の政治家、軍人。
中華人民共和国主席、中国共産党中央政治局委員、中国共産党中央軍事委員会第一副主席などを歴任。長征経験者。1980年代から1990年代前半の中国政界で権勢を誇った中共八大元老の一人で、弟の楊白冰と共に「楊家将」と呼ばれ、中国人民解放軍に大きな影響力を及ぼした。

## 経歴
清朝時代の四川省遂寧県双江鎮（現在の重慶市）に生まれる。中華民国時代の1920年、成都高等師範学校附属小学校に入学し、後に附属中学校に進学。在学中にマルクス主義に触れる。1925年に卒業後、革命運動に参加。中国共産主義青年団の団員を経て、1926年に中国共産党へ入党。上海大学で学びながら、上海総工会による武装蜂起の準備活動に加わる。同年11月、ソ連に派遣され、モスクワ中山大学に入学し、マルクス・レーニン主義を学んだ。1929年、李伯釗とソ連で結婚。モスクワ中山大学で学んだ後は、ソ連の中国問題研究院の研究生となり、コミンテルン中国代表の通訳を務める。1931年に帰国した後は、党中央宣伝部長兼中華全国総工会宣伝部長などを務め、労働運動や抗日運動を指導する。
1933年初頭、楊尚昆は中国共産党の中央革命根拠地である江西省瑞金に赴き、中央ソビエト区中央局の宣伝幹事となる。同年6月、中国工農紅軍第一方面軍政治部主任となり、紅軍の政治活動に参画するようになる。第一方面軍で朱徳や周恩来に従って前線を転戦した後、1934年10月からは彭徳懐率いる第三軍団の政治委員として長征に参加する。途上、第6期党中央委員会第5回全体会議（第6期5中全会）で中央委員候補に選出される。陝西省延安に到達後、党中央革命軍事委員会（後の党中央軍事委員会）総政治部副主任・紅軍前線総指揮部政治部主任などに任命され、長期にわたり紅軍における政治工作の指導者として活躍した。
日中戦争期は党中央北方局副書記、後に書記を務め、華北におけるゲリラ戦を指導した。国共内戦期は党中央軍事委員会秘書長として、軍高級幹部に命令を伝達する立場となる。また、1945年10月からは党中央弁公庁主任を務めており、周恩来らを補佐して党中央の日常業務を処理した。

### 建国以後
1949年10月1日に中華人民共和国が建国された後も、楊尚昆は引き続き党中央委員会副秘書長兼中央弁公庁主任、党中央軍事委員会秘書長として党と軍の日常業務を統括した。1956年9月の第8回党大会で中央委員に選出され、第8期1中全会で中央書記処候補書記に任命された。中央書記処総書記には鄧小平が就任しており、楊尚昆は鄧小平と業務的に密接な関係を持つようになった。そして、鄧小平の信頼を得ることとなる。

### 文化大革命期
しかし文化大革命の開始直前の1965年11月には党中央弁公庁主任を罷免される。さらに1966年5月4日に始まる党中央政治局拡大会議において批判され、楊尚昆は毛沢東に対して批判的な「実権派」の一員とされ攻撃を受けた。5月22日、中央書記処書記候補の職務を停止され、広東省党委員会書記処書記の職務を解任の上、肇慶地区委員会副書記への降格となり、5月28日には山西省臨汾地区委員会副書記に転じた。
6月27日、劉少奇主宰による「彭真・陸定一・羅瑞卿・楊尚昆反革命集団」についての座談会が行われ、楊は「毛沢東への反逆」を批判されて失脚した。7月3日、楊は「監護審査」を宣告され、以後12年間、1978年まで監禁された。

### 鄧小平体制の下で
1978年12月の第11期3中全会で名誉回復され、1979年9月の第11期4中全会において中央委員として復活。その後、広東省党委員会第二書記、広東省副省長、広州市党委員会第一書記、革命委員会主任、広東省軍区第一政治委員兼軍区党委員会第一書記を歴任し、鄧小平の改革開放政策を支える。1980年3月、全国人民代表大会常務委員会副委員長兼秘書長に選出される（1983年6月まで）。1981年7月、党中央軍事委員会常務委員兼秘書長に任命される。1982年9月の第12期1中全会で政治局委員、党中央軍事委員会常務副主席兼秘書長に昇進。1983年6月、国家中央軍事委員会が設置されるとその副主席を兼任する。1988年4月8日、第7期全人代第1回会議において国家主席に選出された。
1989年の第二次天安門事件では、鄧小平と党総書記である趙紫陽の間を取り持とうと奔走する。同年5月、ソビエト連邦共産党書記長ミハイル・ゴルバチョフが訪中した際、趙紫陽は第13期1中全会において「重要問題は鄧小平に決定権がある」と決議されたことをゴルバチョフに明かしたため、鄧小平と趙紫陽の関係が決裂してしまったが、楊尚昆は趙紫陽が総書記を続投するように説得した。また、同時期に北京の天安門広場で展開されていた民主化デモに対して、共産党指導部は武力弾圧を検討したが、楊尚昆は当初、武力の行使には批判的で、鎮圧を回避しようとした。しかし、50年来の知己である鄧小平の決意が固いと知ると反対せずに従った。中央軍事委員会主席である鄧小平に代わって、中央軍事委員会副主席である楊尚昆が武力行使の実行責任を担い、国家主席としての権限で戒厳令を発令した。楊尚昆の甥が北京軍区所属の第27集団軍を指揮してデモを鎮圧した。
事件後の1989年11月に開催された第13期5中全会において、失脚した趙紫陽に代わって党中央軍事委員会第一副主席に昇格し（その後、国家中央軍事委員会第一副主席を兼任）、弟・楊白冰と共に自身に近い将軍を抜擢させるなど、人民解放軍での影響力を拡大させる。江沢民への権力委譲を進める鄧小平にとって、楊兄弟の軍での権勢は看過できないものとなっていった。
鄧小平に引退を迫られた楊尚昆は1992年10月の第14回党大会で政治局委員の退任を余儀なくされ、続く第14期1中全会で中央軍事委員会から事実上追放された。同時に楊兄弟派閥の軍幹部も辞任に追い込まれ、軍内の楊兄弟の影響力が一掃された。1993年3月27日、楊尚昆は国家主席・国家中央軍事委員会第一副主席を退任し、政界を引退。
1998年9月14日、病気のため北京で死去。